# Années 1570
Les années 1570 couvrent la période de 1570 à 1579.

## Événements
- 1571 : début de la guerre de la Sainte-Ligue contre l'Empire ottoman. Bataille de Lépante[1].
- 1572 : 
  - massacre de la Saint-Barthélemy. Poursuite des guerres de religion en France (1572–1573, 1574–1576, 1577, 1579–1580)[2].
  - révolte de Flessingue[3]. Poursuite de la guerre de Quatre-Vingts Ans (1568-1648)[4].
- 1572-1648 : âge d’Argent de la république des Deux Nations Pologne-Lituanie[5].
- 1573 : Le 11 mai, Henri III de Valois est élu roi de Pologne et grand-duc de Lituanie
- 1573-1603 : période Azuchi-Momoyama au Japon[6].
- 1574 : bataille de Tunis. Les Espagnols sont chassés de la région et la régence de Tunis, sous tutelle ottomane, est établie au détriment des hafsides[7].

- 1575 : bataille de Nagashino au Japon ; Oda Nobunaga est le premier daimyô à comprendre l’intérêt des mousquets à mèche utilisés en formation militaire pour couvrir l’infanterie et la cavalerie[8].
- Vers 1575 : fondation du royaume Fon d’Allada au Bénin actuel[9].
- 1575-1578 : peste en Europe[10].
- Vers 1576-1610 : règne de la souveraine haoussa de Zaria, Amina. Elle étend son autorité sur les cités voisines de Kouararafa et de Noupé, mais elle doit se déclarer vassale du Bornou[11].
- 1577-1580 : deuxième circumnavigation du globe par l'Anglais Francis Drake[12].
- 1578 : 
  - la bataille des Trois Rois met fin au projet d'invasion du Maroc du roi de Portugal Sébastien Ier[13].
  - le prince mongol Altan Khan se convertit officiellement au bouddhisme tibétain Gelugpa[14].
- 1578-1600 : Nassau, Brême, Anhalt, Hesse-Cassel, Hesse-Darmstadt, Schleswig, Deux-Ponts deviennent États calvinistes entre 1578 et 1600[15].
- 1578-1590 : campagnes victorieuses des Ottomans contre la Perse séfévide[16].
- 1579 : 
  - séparation des Pays-Bas entre l'union d'Arras au sud et l'union d'Utrecht[17].
  - en Inde, Akbar promulgue son « infaillibilité » en matière religieuse[18] et organise des colloques avec des représentants de toutes les religions[19].

## Personnages significatifs
- Akbar
- Altan Khan
- Anna Jagellon
- Catherine de Médicis
- Charles Borromée
- Élisabeth d'Angleterre
- Étienne Báthory
- Francis Drake
- Guillaume d'Orange
- Guillaume II de La Marck
- Henri III de France
- Don Juan d'Autriche
- Murad III
- Nobunaga Oda
- Philippe II d'Espagne
- Rodolphe II du Saint-Empire
- Sébastien de Portugal